# Eee Box
Pour les articles homonymes, voir EEE.
Eee Box est un ordinateur de bureau à bas prix (low cost) qui appartient à la famille des nettops. Sa carte mère utilise une technologie Splashtop appelée ExpressGate par ASUS.

## Caractéristiques
- OS : Linux (Xandros) ou  Windows XP Édition familiale et Splashtop. Le matériel est compatible avec Windows XP
- Processeur : Intel Atom N270 (1,6 GHz, FSB 533)
- Mémoire : DDRII 512 Mo / 1 Go / 2 Go
- Stockage : 80 Go / 120 Go / 160 Go / 250 Go (2"1/2)
- Chipset : 945GSE + ICH7M
- Affichage : Chipset intégré Intel GMA 950, résolution maximale  1920x1080
- Lecteur de cartes mémoire : Secure Digital, SDHC, Mini SD, Micro SD (via adaptateur) ; MMC, MMC plus, MMC4.x, RS MMC, RSMMC4.x (MMC mobile via adapter); MS, MS PRO
- Audio : puce Azalia ALC888 Audio
- Réseau :
  - Ethernet : Realtek PCI Express Gigabit
  - Wi-Fi : RaLink RT2790 802.11n
- Alimentation externe : 35 W très miniaturisée
- Dimensions : 223 × 178 × 16 mm

### Équipements absents
- Lecteur optique
- Port FireWire
- Bluetooth

Ces choix se comprennent assez bien, dans la mesure où les supports Flash se généralisent (clés USB, disquettes SD) avec une capacité croissante pour un coût en forte diminution, où les lecteurs optiques sont encombrants, et où l'USB 2 a une performance voisine du FireWire.
En revanche, l'absence de Bluetooth est plus surprenante, celui-ci étant un moyen de connexion très employé (téléphones, claviers, etc.) et bon marché.
Une particularité qui en dit long sur la destination de cet ordinateur est le fait qu'il soit fourni avec, en plus d'un support de table, un support destiné à l'accrocher au dos d'un écran, le faisant disparaître totalement de la vue. L'unité centrale devient un simple utilitaire, qui cherche à se faire oublier, avec, cependant, davantage de souplesse qu'un ordinateur totalement intégré à l'écran (choix de la dimension, de la définition, de la surface tactile ou non, etc.).